# The System Has Failed
The System Has Failed é o décimo álbum de estúdio lançado pela banda estadunidense de Thrash metal , Megadeth, e o primeiro álbum após o restabelecimento da banda em 2004, após seu rompimento em 2002. The System Has Failed (O Sistema Falhou) é uma alusão ao "sistema americano e da civilização ocidental" que, na opinião de Dave Mustaine, dita os caminhos do mundo. Dave cita exemplos de tal falha no sistema educacional americano, que paga mal a seus professores, e sua corte, que permite que criminosos escapem às punições.

## Produção e divulgação
Originalmente planejado como um álbum solo de Dave Mustaine, a gravação foi reintitulada como sendo do Megadeth como resultado de obrigações contratuais de Dave com a gravadora EMI; entretanto o próprio Dave admitiu que, após ouvir e tocar várias vezes as músicas, achou que "elas eram músicas do Megadeth, e não músicas solo". Num esforço para evitar os custos financeiros e os conflitos pessoais associados à reunião dos membros da banda, Dave contratou os músicos de estúdio Vinnie Colaiuta (bateria), Jimmy Sloas (baixo) e Chris Poland (guitarra) –que já havia integrado o grupo nos dois primeiros discos– para executar a gravação.
Dave co-produziu o álbum com Jeff Balding, que também trabalhou nos álbuns Cryptic Writings e Risk.

## Recepção crítica
O álbum recebeu, no geral, críticas positivas de diversas revistas, críticos e sites. Uma delas tem o álbum como "um retorno à forma". Vindo de AllMusic, do crítico Jason Birchmeier, no qual comentou que o Megadeth não soava tão vital assim desde Countdown to Extinction, e definiu o álbum como "quase perfeito".  O crítico de Brave Words & Bloody Knuckles, Martin Popoff, descreveu o álbum como "uma mistura de vários registros anteriores", e elogiou uma série de faixas do álbum.  Jeff Kerby da KNAC deu outro voto positivo, apesar de uma revisão um pouco sarcástica. Um exemplo é a detalhação de cada faixa.  David E. Gehlke de Blistering disse que apesar de já ter havido dias melhores, nos quais estão nos registro anteriores, este registro aparece como um "retorno quente" ao Megadeth do passado; embora o álbum não consiga recapturar a glória do passado, ele consegue ser um álbum de metal sólido e confiável. Além disso, Gehlke observou que os vocais de Mustaine estão "tão forte como nunca", mas criticou o álbum pela falta do "thrash" de sempre.  Neil Arnold de Metal Forces teve uma reação positiva acerca do álbum. Um pouco diferente de outros reviews, definindo o álbum como  "o Megadeth de volta aos trilhos", além de elogiar a capa do álbum, que lembra as artes de capa da banda durante os anos 80.  Outra avaliação positiva foi postada pela Entertainment Weekly, pelo crítico Nancy Miller. Nesta qual, Nancy vê The System Has Failed como o melhor álbum da banda desde Rust in Peace, de 1990. 
Apesar de muitas críticas positivas, houve divergências na recepção do álbum. Tom Day de musicOMH teve uma reação mista sobre o álbum. Tom dá um exemplo em "Die Dead Enough ", no qual a vê como um "um pedaço do velho e clássico Megadeth", porém salienta o seu som mais mainstream. Mais tarde em sua avaliação, Tom observa que com "Shadow of Deth" fez parecer que "Mustaine ficou sem ideias".  Nick Lancaster do Drowned in Sound também reagiu sem muito entusiasmo em relação ao álbum, dizendo que foi um "caso grave de síndrome de St. Anger". No entanto, acrescentou que houve "momentos ocasionais da antiga magia da banda, mas que eles são poucos e distantes entre si". 

## Faixas
Todas as faixas escritas por Dave Mustaine.
| N.º            | Título                   | Duração |  |
| 1.             | "Blackmail the Universe" | 4:33    |  |
| 2.             | "Die Dead Enough"        | 4:18    |  |
| 3.             | "Kick the Chair"         | 3:57    |  |
| 4.             | "The Scorpion"           | 5:59    |  |
| 5.             | "Tears in a Vial"        | 5:22    |  |
| 6.             | "I Know Jack"            | 0:40    |  |
| 7.             | "Back in the Day"        | 3:28    |  |
| 8.             | "Something That I'm Not" | 5:07    |  |
| 9.             | "Truth Be Told"          | 5:40    |  |
| 10.            | "Of Mice and Men"        | 4:05    |  |
| 11.            | "Shadow of Deth"         | 2:15    |  |
| 12.            | "My Kingdom"             | 3:04    |  |
| Duração total: | Duração total:           | 48:24   |  |

## Créditos
Megadeth
- Dave Mustaine - vocal, guitarra

- Chris Poland – guitarra em todas as faixas, exceto em "The Scorpion", "I Know Jack" e "Truth be Told"
- Jimmy Sloas – baixo
- Vinnie Colaiuta – bateria

Produção
- Mike Learn – arte da capa